# Population Registration Act
Population Registration Act Repeal Act de 1991
Le Population Registration Act (littéralement « Loi sur l'enregistrement de la population ») est l'une des premières et principales lois d'Apartheid, instaurée en Afrique du Sud le 22 juin 1950 et abolie le 28 juin 1991 (Population Registration Act Repeal Act de 1991). Elle requérait que chaque habitant du pays soit classé et enregistré en catégories raciales,, - blancs, coloured, Bantous et autres - selon la terminologie de l'époque, à partir de critères principalement d'apparence physique (couleur de peau, langue maternelle, test du crayon pour les cheveux...) et tels que perçus et admis communément par les tiers pour appartenir à tel groupe distinct de population (public perception). 
Selon cette classification et ces critères, quatre catégories d'habitants étaient distingués :
- Les Blancs : ce sont principalement les populations sud-africaines d'origine européenne (anglo-sud-africains, afrikaners en majorité). En étaient exclus les blancs mariés ou vivant avec une personne appartenant à un autre groupe racial de population. A noter que les visiteurs (et la petite communauté sud-africaine) d'origine japonaise d'abord[4], puis les résidents ou visiteurs d'origine coréenne ou de Taiwan, pour des raisons notamment politiques, ont été progressivement intégrés dans ce groupe de population (à titre de blanc honoraire) à partir des années 60 et durant les années 70 et 80 (sans avoir néanmoins systématiquement pour ces résidents un droit de vote identique à ceux des Blancs).
- Les Noirs : ce sont principalement les populations issues des ethnies zoulous, xhosas, vendas, tswanas et autres groupes de langues bantoues et khoïsan,
- Les Métis : désignés par le terme générique de Coloured, ils désignent principalement les Malais du Cap, les métis du Cap et les Gricquas. Les blancs mariés ou vivant avec un(e) métis(se) étaient également considérés comme tel,
- Les Indo-Asiatiques/Indiens : non répertoriés au début (catégorie autres), ceux-ci constituèrent une classe à part entière par la suite.

Cette classification était établie selon quatre critères :
1. L’ascendance
Celle-ci voulait que l’enfant suive la condition d'au moins un de ses parents. Il n’y avait donc aucun problème si les parents étaient classés dans le même groupe. Cependant, quand l’un des deux parents n’était pas classé comme Blanc, l’enfant suivait alors automatiquement la condition considérée comme la moins avantageuse pour lui. Ainsi, par exemple : lorsque le père était métis et la mère blanche, l’enfant était nécessairement considéré comme métis lui aussi. Et si le père était métis et la mère noire, l'enfant était classé comme étant noir.
2. L’apparence
L'aspect extérieur de la personne, critère subjectif, intégrait, au-delà de la couleur de peau, des éléments plus subjectifs comme les vêtements, la langue, l’éducation et le comportement.
3. L’acceptation
Il s’agissait de savoir comment était perçue la personne dans sa vie sociale (lieu de résidence, de travail ou de loisirs), ainsi que par ses proches (membres de la famille et les personnes vivant avec lui).
4. La volonté
Si la personne avait affirmé sous serment qu’elle ne descendait pas de Blancs, elle était alors classée comme métisse ou noire. Ce critère ne jouait donc que négativement pour les personnes non-blanches. Par contre, le fait de témoigner était sans portée juridique.

Un registre nominatif recensant toutes les personnes vivant sur le territoire sud-africain fut établi par le ministre de l'Intérieur avec une indication sur leur appartenance à tel ou tel groupe.
 
Cette loi obligeait même toute personne âgée de seize ans minimum à détenir une carte d’identité que celle-ci devait présenter à la demande de tout officier de police, et sur laquelle était indiquée, entre autres, sa race, ainsi que son numéro d’identité. À défaut, des sanctions pénales (cumulables) étaient prévues pour le contrevenant : 100 livres d’amende et six mois de prison.

## Sources
- Mémoire de Laurent Benoiton, étudiant en DESS de Systèmes juridiques comparés, ordre mondial - Faculté de Droit et Sciences politiques - Université de Droit, D'Économie et de Sciences d'Aix-Marseille - 2002-2003